# الكتاب الخطر للبنين

## الكتاب الخَطِر للبنين
الكتاب الخَطِر للبنين من تأليف كون وهال إيغولدن هو كتاب إرشادي نشرَته دار هاربر كولنز، ويسْتهدِفُ الذكور«من سن الثامنة إلى الثمانين.»  و يغطي الكتاب حوالي ثمانين موضوعًا، بما في ذلك كيفية بناء بيت على شجرة وزراعة بلورة أو تحديد الاتجاه باستخدام ساعة. كما يتضمن أيضًا اقتباسات شهيرة وقصص ومعارك تاريخية وعبارات «ينبغي لكل صبي أن يعرفها.» نشر الكتاب في المملكة المتحدة في حزيران عام 2006 حيث وصل إلى المرتبة الأولى عدة مرات في قوائم الكتب غير الخيالية في المملكة المتحدة وبيع منه أكثر من نصف مليون نسخة.
نشر كون إيغولدن أيضًا روايةً بعنوان ذئب السهول عن جنكيز خان والذي أتاح هو والكتاب الخَطِر للبنين لإيغولدن أن يصبح أول مؤلف يصل إلى المرتبة الأولى بين قوائم الكتب الخيالية وغيرالخيالية أيضًا.
و خلال الأسبوع الأول من نشره في الولايات المتحدة في الأول من شهر أيار عام 2007، وصل الكتاب إلى المرتبة الثانية في قوائم الكتب الأكثر مبيعًا في أمازون إذ سبقته فقط رواية هاري بوتر و مقدسات الموت. ومن الأشخاص الآخرين الذين ساهموا في نجاح الكتاب فريق التحرير، والذي تألف من كاتي إسبينر وكلير هاي، بالإضافة إلى هيلين جونستون، والتي فازت بجائزة صناعة الكتب البريطانية لعام 2007 لأفضل حملة دعائية.

## ردود الفعل حول الكتاب
انتقد بعض المراجعين الكتاب بسبب تشجيع قراءه الصغار على المشاركة في الأنشطة التي يمكن أن تؤدي إلى الإصابة، على الرغم من وجود تحذير من إخلاء المسؤولية القانونية أسفل معلومات حقوق الطبع والنشر. وجرى انتقاد الكتاب أيضًا بسبب تعزيزه للصور الذهنية النمطية بين الجنسين. من ناحية أخرى، أشاد به آخرون بسبب مساعدته في مواجهة انتشار«ثقافة البلاي ستيشن» من خلال الترويج إلى أنشطةٍ والعاب في الهواء الطلق.

## جوائز وترشيحات
في عام 2007 حصل الكتاب على جائزة كتاب العام في حفل جوائز غالاكسي البريطانية للكتاب التي تسمى أيضا نيبيز  وقد فاز الكتاب أيضًا بجوائزمتنوعة تمنح في حقل الصناعة بما في ذلك جائزة ستورا انسو للتصميم والإنتاج في حفل جوائز صناعة الكتب البريطانية التي منحت إلى فريق التصميم والإنتاج أندرو أشتون ونيكول آبل.

## الطبعات
تحتوي النسخة الأصلية من هذا الكتاب على غلاف يعتمد على غلاف مجلة الصبي الخاصة السنوية لعام 1885 وهي الخلاصة السنوية للمجلة الشهيرة صحيفة الصبي الخاصة.
في شهر حزيران عام 2007 نشر دليل إرشادي مصغر بعنوان الكتاب الخَطِر للبنين: أشياء يجب القيام بها في المملكة المتحدة بوساطة دار هاربر كولنزللنشر. وقد كان هذا كتابًا أخضر صغيًرًا يقتبس أنشطة من الكتاب الأصلي الأكبر حجمًا المعنون الكتاب الخطر للبنين وكان يمكن لأي شخص حمل هذه النسخة المصغرة في جيبه.
وقد صدر الكتاب السنوي الخَطِر للبنين في أيلول عام 2007 في المملكة المتحدة ويشتمل على حقائق تاريخية وأنشطة موسمية و مساحة لتدوين المغامرات الخاصة وكان ذا غلاف أزرق عليه حروف ذهبية. وفي حزيران عام 2008 صدر الكتاب الخطر للبنين: أشياء يجب معرفتها.  وقد ظهرت الإصدارات الأمريكية من هذه الكتب الثلاثة  في صيف وخريف عام 2008 .و صدرت الطبعة الكندية من الكتاب في تشرين الأول عام 2008 
وفي عام 2007 أيضًا، نشرت نسخة أسترالية من الكتاب وكانت تتميز بمحنواها لمواضيع أسترالية مثل رؤساء وزراء أستراليا مع صور لكل منهم وقواعد كرة القدم الأسترالية كما نشرت البرازيل نسختها الخاصة أيضًا التي اشتملت على مواضيع تخص البرازيليين، بالإضافة إلى فصل عن مونتيرو لوباتو بدلاً من شكسبير. وهناك أيضا طبعة برتغالية.
وقد جرى نشر جزء تكميلي للفتيات بعنوان كتاب الجرأة للفتيات في أواخر تشرين الأول عام 2007 . وقد ألفته كل من أندريا جيه بوكانان وميريام بيسكويتز  لقد شارك في انجازالكتاب الخطر للبنين دار نشر مجموعة العلوم تايمز وكوزموس الذي أصدر مجموعتين تعليميتين من الألعاب التصميمية مرخصتين تحت عنوان الكتاب الخطر للبنين في خريف عام 2009 

## كتب مماثلة
·    1. صحيفة الصبي الخاصة السنوية 1879
·     2. كتاب الصبي الأمريكي العملي 1890
·     3. الكتاب الكبير لأشغال الصبيان 2004
·     4. 50 شيئًا يجب أن يعرفها كل رجل
·     5.الفتى الميكانيكي: مئتي شيء كلاسيكي للتصميم واللبناء
·     6. كتاب الجرأة للفتيات
·     7. كتاب الجرأة المزدوجة للفتيات
·     8. كتاب انشطة الهواء الطلق للأولاد المغامرين
·     9. كتاب تعليم الجراة للكلاب
·     10. الكتاب غير المباشر للقطط
·    11. كتاب الصبيان: كيف تصبح الأفضل في كل شيء
12. دليل كيلين جولأنشطة الفتيات الموهوبات على مدار 365 يومًا في السنة 

## تحويل الكتاب إلى برامج تلفزيونية
في شهر آب عام 2007، نقل أن ديزني ستبدأ في إنتاج فيلم يستند إلى الكتاب  ، لكن هذا المشروع لم يتحقق على الإطلاق 
قام الممثل براين كرانستون نجم المسلسل البوليسي اختلال ضال وشركته مون شوت الترفيهية بشراء حقوق النشر لمدة مؤقتة عام 2014، وباعت المشروع إلى هيئة الإذاعة الوطنية (إن بي سي) في وقت لاحق من ذلك العام.
في عام 2017 اختارت استوديوهات أمازون المشروع لإنتاج ست حلقات كان من المقرر أن يبدأ إنتاجها في مدينة نيويورك سيتي  ذلك الصيف. وقد جرى توفير هذه الحلقات لأول مرة من خلال خدمة أمازون برايم في الثلاثين من آذار عام 2018.